# Bassai
Bassai ou Passai (拔塞) é o nome japonês de um kata praticado no caratê, nos mais variados estilos. Todavia, a primeira forma parece vir do estilo Tomari-te Assim, conforme o estilo ou a escola, há diversas variações as quais levam agregados os nomes dos autores. Tais variações recaem mais na forma longa do kata, Bassai-Dai (拔塞大), existindo uma outra de forma curta, ou Bassai-Sho (拔塞小).
O escopo deste kata reside na ideia de converter uma situação desvatajosa numa outra de vantagem, por meio de uma reação forte e arrojada, na qual se permutam bloqueios e desvios e diferentes intensidades de força. O espírito de execução do kata Bassai deve ser preciso, com especial cuidado à feitura ligeira das técnicas e ao equilíbrio adequado entre velocidade e força.
São geralmente classificados como katas intermediários.

## Genealogia
Tomari-te
Shuri-te
Shorin-ryu
Shobayashi-ryu
Shotokan
Chito-ryu
Matsubayashi-ryu
Shuri-ryu
Kobayashi-ryu
Matsubayashi-ryu
Shobayashi-ryu
Kyokushin
Wado-ryu